# Heinrich Suso
Blahoslavený Heinrich Suso (první jméno uváděno i Jindřich, druhé jméno von Suso, Seuse nebo Seuß, zřídka von Berg; 21. března 1295 nebo 1297 Kostnice nebo Überlingen – 25. ledna 1366 Ulm) byl německý dominikánský kněz a mystik, žák Mistra Eckharta. Byl členem mystického asketického kroužku Přátel Božích (Gottesfreunde). Působil v prostoru jihozápadního Německa a Švýcarska. Psal v latině a středohornoněmčině.
Jeho životopis (označovaný Exemplar nebo jen Vita) přeložil pod názvem Mystikovo srdce Silvestr Braito (vyšel česky jen jednou, a to v roce 1935). V novější němčině je k dispozici online.

## Úcta
Roku 1831 ho katolická církev prohlásila za blahoslaveného, jeho svátek je 23. ledna.